# Adolf Rubi
Pour les articles homonymes, voir Rubi.
Adolf Rubi, né le 12 janvier 1905 à Grindelwald et mort le 23 avril 1988 à Unterseen, est un guide de haute montagne et un skieur alpin, de combiné nordique et un fondeur suisse de haut niveau.

## Biographie
Adolf Rubi est le fils de Hans Rubi, un guide de montagne reconnu. En 1926, il obtient son brevet de guide. Cette même année, il remporte la course de ski de fond de 18 km lors des championnats de Suisse de ski,. Finalement, il se classe deuxième de ce championnat (composé d'une course de ski de fond et d'un saut) derrière Sepp Schmid et alors que le tenant du titre Knut Strømstad, un norvégien installé en Suisse, a été interdit de participer par la fédération norvégienne de ski,. En 1927, il termine 2e en ski de fond au championnat de Suisse de ski et il chute en saut à ski. Il est affilié au ski club de Grindewald. Aux championnats du monde de ski nordique 1927, il se classe 4e en combiné derrière trois athlètes tchécoslovaques et aussi treizième en saut à ski. En 1928, il termine 11e, soit le premier Suisse, dans l'épreuve combinée lors des Jeux olympiques de St-Moritz. En 1929, il remporte le championnat de Suisse de ski. Il prend part également aux championnats du monde 1930 à Oslo dans les trois disciplines nordiques pour son ultime grand championnat.
À partir de 1929, il entreprend à plusieurs reprises des courses avec l'Américaine Miriam O'Brien (épouse Underhill), dont la première descente par l'arête sud-ouest du Lauteraarhorn en septembre 1929 et la première ascension de l'arête Olmenhorn-Dreieckhorn sur le glacier d'Aletsch ainsi que la première ascension sans bivouac de la face nord-est du Finsteraarhorn en septembre 1930,. Le 18 août 1933, il ouvre une nouvelle voie sur la Jungfrau  avec David Lewers. Le 18 août 1934, il réalise la première ascension de la face nord du Mönch entre la Lauperrippe et le Nollenbollwerk avec Peter Inäbnit et Magdalena Hutton,. Avec Hans Schlunegger, il entreprend le 16 juillet 1935, en 16 heures, du refuge Mittellegi à Stechelberg, la première traversée complète de la trilogie Eiger, Mönch et Jungfrau. À cela, s'ajoutent d'innombrables autres courses en Suisse et en France tel qu'au Mont Blanc par l'arête de Peuterey en un temps record, à la Meije et à la Barre des Écrins, dans les Alpes de Bergaglia et dans les Dolomites.
Pendant la saison hivernale, il se concentre sur le ski alpin, remportant la course du Lauberhorn en descente, slalom et combiné en 1934.
En 1936, il fait partie de l'équipe de sauvetage lors du désastre de la face nord de l'Eiger (1936). En 1949, il participe à l'expédition de la Fondation suisse pour recherches alpines (de).
En 1949, Rubi a participé à l'expédition Népal-Himalaya organisée par la Fondation Suisse pour Recherches Alpines (FSRA). Rubi était prévu comme chef de course, mais il a dû rentrer très tôt pour des raisons de santé.
En 1959, il a escaladé le Kilimandjaro avec Walter Schmid et en 1971, il a participé à une expédition de l'Akademischer Alpen-Club Zürich à l'Elbrouz.
Il est l'oncle de Fred Rubi (en).

## Résultats

### Jeux olympiques
| Épreuve / Édition | St-Moritz 1928 |
| Combiné nordique  | 11e            |

### Championnats du monde
| Épreuve / Édition   | Cortina d'Ampezzo 1927 | Oslo 1930 | Oberhof 1931 |
| Saut à ski          | 13e                    | 70e       | —            |
| Combiné nordique    | 4e                     | 26e       | Non partant  |
| Ski de fond (18 km) | 19e                    | 73e       | —            |

### Championnat de Suisse
Il remporte le championnat de Suisse en 1928 et en 1929.

### Autres
En 1934, il remporte les courses du Lauberhorn.